# Спартак (фільм-балет, 1977)
«Спартак» — радянський фільм-балет виробництва кіностудії «Мосфільм», екранізація однойменного балету  Арама Хачатуряна (1968). Поставлений у 1975—1976 роках кінорежисером  Вадимом Дербеньовим і режисером-балетмейстером Юрієм Григоровичем, вийшов на широкий екран 7 жовтня 1977 року .

## Сюжет
В основі балету лежить сюжет історичного роману Рафаелло Джованьйолі «Спартак», що оповідає про події в Стародавньому Римі в I столітті до н. е. Гладіатор Спартак стає на чолі  повстання рабів, яке жорстоко придушує римський полководець і державний діяч Марк Ліциній Красс. На тлі повстання відбувається розвиток любовної історії Спартака і його дружини Фригії, якій протистоїть любовна інтрига Красса і куртизанки Егіни.

## У ролях
- Володимир Васильєв —  Спартак
- Маріс Лієпа —  Красс
- Наталія Безсмертнова —  Фригія
- Ніна Тимофєєва —  Егіна

## Знімальна група
- Режисери — Вадим Дербеньов, Юрій Григорович
- Сценаристи — Юрій Григорович, Вадим Дербеньов
- Оператори — Вадим Дербеньов, Віктор Піщальников
- Композитор — Арам Хачатурян
- Художники — Валентин Вирвич, Симон Вірсаладзе
- Директор картини — Адольф Фрадис